# Yvona
Yvona (řidčeji též Yvonna či Yvonne) je ženské křestní jméno francouzského podobu, starší varianta křestního jména Ivona. Svátek slaví 23. března.

## Domácké podoby
Yva, Yvonka, Yvuška, Yvka, Yvička, Yvi

## Popularita
Jméno Yvona bylo nejvíce populární v 60. letech 20. století. Nejprudší nárůst obliby nastal mezi lety 1963 až 1965 – v roce 1966 se narodilo nejvíce jeho současných nositelek (217), od tohoto roku však obliba prudce poklesla, například roku 1970 se narodilo již pouze 46 nových nositelek, v roce 1975 pouze 20 a v roce 1980 již pouze šest. V současné době je jméno mezi novorozenci velmi vzácné, ve 21. století se nanejvýše narodily tři Yvony za rok (v letech 2002 a 2009), naopak v letech 2007 a 2016 se v celém Česku nenarodila žádná Yvona. Jméno Yvonne se vyskytuje mezi novorozenci spíše jakožto netradiční jméno a jméno Yvonna je extrémně vzácné (za celé 21. století pouze dvě nové nositelky).

## Známé nositelky
- Yvona Brzáková – slovenská tenistka
- Yvonna Gaillyová – česká environmentalistka a ekoložka
- Yvonne Janková – česká architektka
- Yvona Jungová – česká politička
- Yvona Kubjátová – česká politička
- Yvonne Přenosilová – česká zpěvačka a moderátorka
- Yvona Škvárová – česká operní pěvkyně
- Yvonne Vavrová – slovenská režisérka
- Yvona Stolařová – česká herečka